# Beinn an Dòthaidh
Der Beinn an Dòthaidh ist ein 1.004 m (3.294 ft) hoher Berg in Schottland. Sein gälischer Name bedeutet ungefähr Berg des Versengens. Der Berg gehört zu einer Gruppe von vier östlich von Bridge of Orchy liegenden Munros, die zwischen Loch Lyon und Rannoch Moor eine kleine Berggruppe bilden.

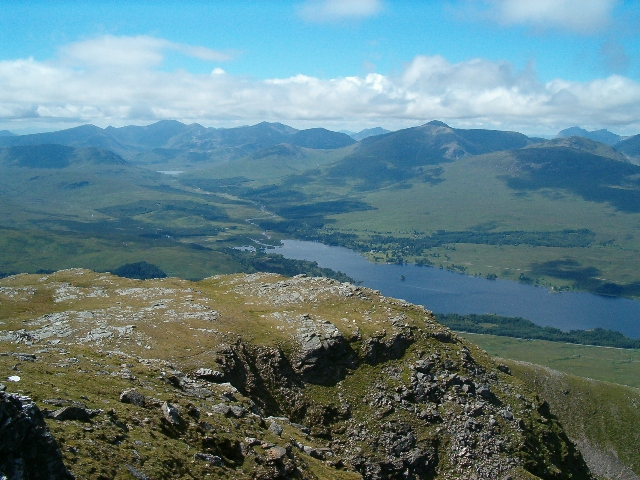
Blick vom Gipfel nach Westen, unterhalb Loch Tulla, im Hintergrund rechts der Stob Ghabhar, links der Ben Starav

Wie sein südlicher Nachbar Beinn Dorain ragt der Beinn an Dòthaid steil über Bridge of Orchy und der am Bergfuß vorbeiführenden West Highland Line auf. Gemeinsam mit seinem östlichen Nachbarn, dem Beinn Achaladair stellt er vor allem von Norden, von Rannoch Moor und Loch Tulla und der über Rannoch Moor führenden A82, der Hauptverkehrsstraße zwischen Glasgow und Fort William, eine weithin erkennbare Landmarke dar. Das kleine Gipfelplateau weist drei Gipfelköpfe auf, der mittlere Gipfel stellt den höchsten Punkt dar und ist durch einen Cairn markiert. Nach Westen fällt er wie der Beinn Dorain mit steilen, weitgehend grasbewachsenen Hängen ab, nach Norden hin besitzt er mehrere steile und felsige Kare. Den Übergang zum südlichen Nachbarn stellt ein hochgelegener Bealach dar, über den auch die meistfrequentierte Aufstiegsroute verläuft. Im Osten öffnet sich das  Corrie Achaladair nach Norden, das zugleich den Beinn an Dòthaid vom östlichen Nachbarn Beinn Achaladair trennt. Durch seine Lage am Nordrand der Bridge of Orchy Hills bietet der Berg wesentlich bessere Aussichten als der bekanntere Beinn Dorain, vor allem nach Norden und Westen über Rannoch Moor und die westlich von Loch Tulla liegenden Berge.
Bestiegen werden kann der Beinn an Dòthaidh auf mehreren Routen. Der beliebteste Aufstieg führt von Bridge of Orchy steil in den Sattel zwischen dem Beinn an Dòthaid und den Beinn Dorain, beide Gipfel werden daher gerne von Munro-Baggern gemeinsam bestiegen. Von Norden aus führt ein Zustieg von der Achaladair Farm, etwas abseits der A82 nördlich von Bridge of Orchy nach Süden durch das Corrie Achaladair bis in den Sattel zwischen Beinn Achaladair und Beinn an Dòthaid, von dort steil nach Westen auf den Gipfel.